# أنطونيو دا كوستا سانتوس
أنطونيو دا كوستا سانتوس هو مهندس معماري وسياسي برازيلي، ولد في 14 يونيو 1952 في ساو باولو في البرازيل، وتوفي في 10 سبتمبر 2001 في كامبيناس في البرازيل. نشط حزبياً في حزب العمال البرازيلي.